# Арчер Сити
Арчер Сити (енгл. Archer City) град је у америчкој савезној држави Тексас. Налази се у округу Арчер, чије је седиште. По попису становништва из 2010. у њему је живело 1.834 становника.

## Демографија
Према попису становништва из 2010. у граду је живело 1.834 становника, што је 14 (0,8%) становника мање него 2000. године.
| Група             | 2000.         | 2010.         |
| Белци             | 1.782 (96,4%) | 1.690 (92,1%) |
| Афроамериканци    | 0 (0,0%)      | 5 (0,3%)      |
| Азијати           | 0 (0,0%)      | 1 (0,1%)      |
| Хиспаноамериканци | 43 (2,3%)     | 100 (5,5%)    |
| Укупно            | 1.848         | 1.834         |